# 馬・車輪・言語
『馬・車輪・言語 文明はどこで誕生したのか』（原題：The Horse, the Wheel, and Language: How Bronze-Age Riders from the Eurasian Steppes Shaped the Modern World）は、2007年に出版されたアメリカの人類学者デイヴィッド・W・アンソニーの著書。アンソニーはインド・ヨーロッパ語族の起源と、ポントス・カスピ海ステップから西ヨーロッパ、中央アジア、南アジアへの拡散を調査した。彼は馬の家畜化と車輪の発明がいかにしてユーラシア・ステップの牧畜社会を結集し、印欧社会を優位にした青銅鋳造技術および保護者と庇護者からなる新しい社会構造の導入に繋がったかを示している。本書は2010年のアメリカ考古学協会賞を受賞した。

## 概要

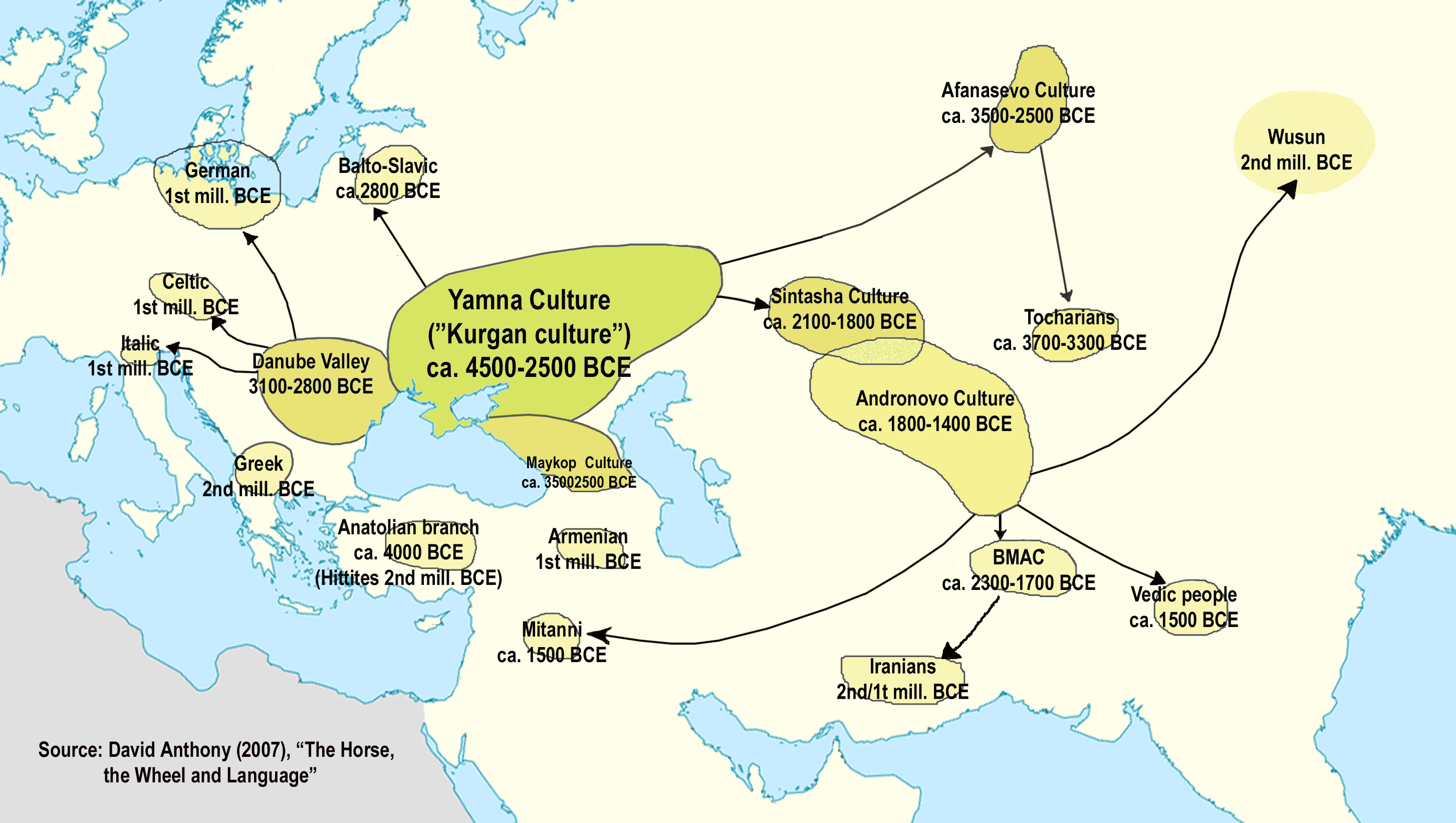
アンソニーが提唱するインド・ヨーロッパ語族の拡散（図にいくつかミスがあるので注意。①TohariansとWusunは逆②AfanasevoとSintashtaのスペル）

アンソニーが提唱するインド・ヨーロッパ語族の拡散（GIF）

アンソニーはマリヤ・ギンブタスのクルガン仮説の修正版を記述し、インド・ヨーロッパ語族の起源と拡散の言語学的・考古学的な証拠の大まかな全体像を示している。アンソニーは、牛・馬・青銅鋳造技術を導入したバルカン半島の文化の影響下にあった黒海北岸の地域文化の発展を、狩猟採集民から牧畜民に至るまで説明している。  
紀元前3500年から3000年にかけてステップの乾燥化と冷涼化を伴う気候変動が起こった際、これらの発明は新たな生活様式を発生させ、それを奉じた遊牧民がステップに移住、保護者と庇護者、主人と客人の関係からなる新しい社会機構を発達させた。この新しい社会機構は、その社会構造のうちに新しい構成員を取り込むことを可能としたため、関係の深いインド・ヨーロッパ語族とともにヨーロッパ、中央アジア、南アジアに広がった。  
第1部は言語と考古学についての理論的な思索を扱う。この部ではインド・ヨーロッパ言語学の入門的な概観を示し（第1章）、印欧祖語の再建（第2章）、印欧祖語の年代の特定（第3章）、羊毛と車輪に関する特定の語彙（第4章）、印欧祖語の原郷の位置（第5章）、そしてこれら考古学的証拠を伴う言語学的発見と、エリート集団の募集が言語交替に果たした役割の関係（第6章）について検討する。
第2部はステップ文化の発展とポントス・カスピ海地域からヨーロッパ、中央アジア、南アジアへの移住を扱う。印欧語の主要な（おそらくギリシア語派を除く）語派の分岐は考古学的文化と関係づけることができ、言語学的再建の点で年代学的・地理学的に意味のある形でステップの影響を示している。アンソニーは第2部の導入を提供し（第7章）、バルカン半島の農民・牧畜民とドニエストル川（ウクライナ西部）のステップ採集民の関係と牛の導入（第8章）、銅器時代における牛の牧畜の伝播と、それに付随する上層階級と下層階級の社会的分断（第9章）、馬の家畜化（第10章）、バルカン半島の文化の終焉とステップ民のドナウ川流域への初期の移住（第11章）、バルカン半島文化崩壊後のメソポタミア世界との交流を含む、銅器時代におけるステップ文化の発展と、地方言語としての印欧祖語の役割（第12章）、これらポントス・カスピ海ステップにおける繁栄の極地としてのヤムナヤ文化（第13章）、ヤムナヤ人のドナウ川流域への移住と、ドナウ川流域（ケルト語派、イタリック語派）、ドニエステル川（ゲルマン語派）、ドニエプル川（バルト語派、スラヴ語派）における西部印欧語の起源（第14章）、シンタシュタ文化とインド・イラン共通語をもたらした西方への移住（第15章）、バクトリア・マルギアナ複合を経由してアナトリア半島とインドに至るインド・アーリア人の西方への移住（第16章）、結論（第17章）を述べている。

## 内容

### 第1部 言語と考古学

#### 第1章 母言語がもたらす期待と政治
アンソニーは様々な言語とその共通祖先、インド・ヨーロッパ祖語との類似性を紹介する。彼は「印欧祖語の原郷は、今日のウクライナとロシアの南部に相当する黒海とカスピ海の北のステップにあった」と主張する。アンソニーは、印欧祖語の言語学的研究史の短い概観を説明し、「広く受け入れられる考古学上と言語学的上の証拠の一致点」に立ちはだかる6つの大きな問題を提示する。

#### 第3章 印欧祖語の最後の話し手【言語と時代1】
ドン・リンジとタンディ・ワーナウは、進化生物学から借用した分岐解析方法を用いて、以下のような語派の系統樹を提唱した。
- 前アナトリア語（前3500年以前）
- 前トカラ語
- 前イタリック語・前ケルト語（前2500年以前）
- （前ゲルマン語）[6]
- 前アルメニア語・前ギリシャ語（前2500年以降）
- （前ゲルマン語）[6]、前バルト・スラブ語、インド・イラン祖語（前2000年）

#### 第4章 羊毛、車輪、印欧祖語【言語と時代2】
アンソニーは、印欧祖語は前3500年に発生したとする。彼は特に、「毛織物」と「車輪付きの乗り物」を意味する語彙の解析に重点を置いている。

#### 第6章 言語の考古学
アンソニーは印欧諸語の分岐の順序とおおよその年代を以下のように提示する。
- アナトリア語派（前4200年）
- トカラ語派（前3700年）
- ゲルマン語派（前3300年）
- イタリック語派およびケルト語派（前3000年）
- アルメニア語派（前2800年）
- バルト・スラブ語派（前2800年）
- ギリシャ語（前2800年）
- インド・イラン語派（前2200年）、前1800年にイラン語派とインド語派に分岐

重要なのは、印欧諸語が話される領域は初め、軍事的な征服というよりもむしろ「募集」によって拡大したということである。最初に「募集」が行われたのは（ヤムナヤ文化が有力候補だが）、馬を集中的に使用することで、ウクライナとロシアの南部のステップにおいて、川を離れて家畜を放牧できる生活様式だった。

### 第2部 ユーラシア・ステップの開放

#### 第8章 最初の農耕民と牧畜民【黒海・カスピ海の新石器時代】

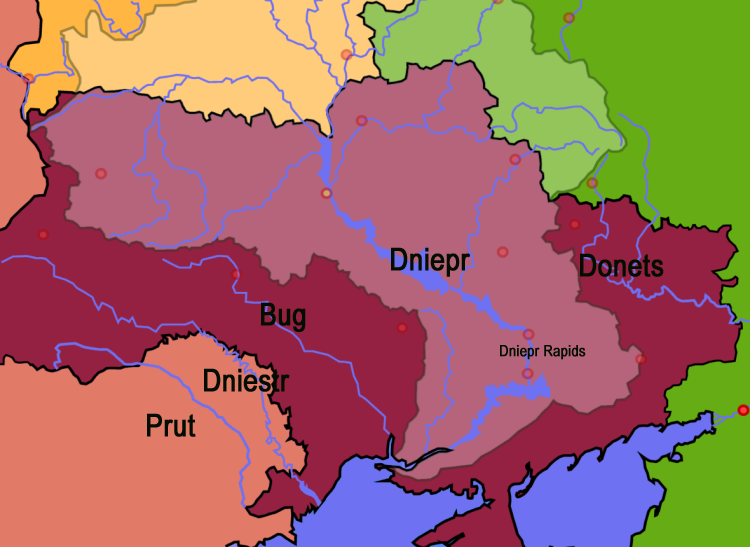
ウクライナの河川

アンソニーによると、原印欧文化の発達はポントス・カスピ海ステップにおける牛の導入とともに始まった。前5200年から前5000年まで、ステップには狩猟採集民が居住していた。この最初の牧牛民はヨーロッパ最初の農耕民の子孫であり、前5800年から前5700年にかけてドナウ川流域から到来した。彼らはクリシュ文化（前5800年～前5300年）を生み出し、プルト川とドニエストル川の流域に文化の境界地帯を形成した。
隣接するブーフ＝ドニエストル文化（前6300年～前5500年）はステップに牧畜を広めた地方採集民の文化である。ドニエプル急流域はポントス・カスピ海ステップで2番目に牧畜に移行した領域である。そこは当時のポントス・カスピ海ステップで最も人口が稠密な地域で、氷河期の終わりから多くの狩猟採集民が暮らしていた。前5800年から5200年には、ブーフ＝ドニエストル文化と同時代のドニエプル＝ドネツI文化がこの地域で興った。

#### 第9章 牛、銅、首長
前5200年から前5000年、非印欧語族のククテニ＝トリポリエ文化（前5200年～前3500年）がカルパチア山脈東部に出現し、南ブーフ側流域まで文化の境界を移動させ、ドニエプル急流域の採集民が牧畜に移行し、ドニエプル＝ドネツII文化（前5200年／前5000年～前4400年／前4200年）への移行を見せた。ドニエプル＝ドネツ文化は祭祀の通貨としてだけでなく、日常の食生活の重要な柱としても家畜を取り入れた。フヴァリンスク文化（前4700年～前3800年）はヴォルガ川中流に位置し、交易網によってドナウ川流域と繋がり、牛と羊を飼育していたが、それらは食事としてよりも儀式の生贄として重宝された。アンソニーによると、「最初の家畜とともに広がった一連の信仰が、（牛が重要な役割を果たす）印欧祖語の話し手の宇宙観の根底にあった」。

#### 第10章 馬の家畜化と乗馬の起源【歯の物語】
馬の家畜化はステップに広範囲の影響を及ぼしており、アンソニーはそれについてフィールドワークを行った。ハミ痕は乗馬が行われた証拠であり、ハミ痕のついた馬の歯の年代を特定することで、乗馬が始まった年代の手がかりが得られる。ステップ文化に家畜の馬が存在したことは、マリヤ・ギンブタスがクルガン仮説を提唱する上で重要な証拠となった。アンソニーによると、乗馬は早くも前4200年ごろに始まったが、馬の遺物は前3500年から数が増える。乗馬は牧畜民の機動力を大幅に向上させ、より大規模な放牧を可能にしたが、同時に牧草地をめぐる紛争の増加にも繋がった。

#### 第11章 古ヨーロッパの終焉とステップの台頭
スレドニー・ストク文化（前4400年～前3300年）はドニエプル＝ドネツ文化と同じ地域に現れたが、ヴォルガ川流域からの移住者の影響を示している。スレドニ・ストグ文化は「マリヤ・ギンブタスが主張する印欧のステップ牧畜民を裏付ける考古学的基盤」であり、その時代は「革新的な初期の印欧祖語の方言が、ステップ各地に分散し始めた非常に重要な時代だった」。
前4200年から4100年ごろ、気候変動がし始め、冬の寒さが増した。前4200年から前3900年のあいだに、ドナウ川下流域の多くの遺丘の集落が焼かれて放棄され、ククテニ＝トリポリエ文化は防御施設の建設が急増し、東方のドニエプル川流域へ拡大した。
古体印欧祖語の話者であるステップの牧畜民は、およそ前4200年から前4000年にかけて、古ヨーロッパの崩壊に乗じてドナウ川下流域に広がった。アンソニーによると、彼らの言語は「おそらくのちにアナトリア諸語に残されたような古体印欧祖語の方言を含んでいただろう」。アンソニーによると、彼らの子孫は後に（時期は不明だがおそらく前3000年ごろ）アナトリア半島に移住した。アンソニーによると、「スヴォロヴォ＝ノヴォダニロフカ複合体」を形成した彼ら牧畜民はおそらく、主にドニエプル川流域のスレドニー・ストク文化からやってきたエリート層であった。

#### 第12章 ステップの境界に生じた変化の兆し【政治的権力の源泉】
古ヨーロッパの崩壊は黒海北岸の草原地帯における銅製の副葬品の減少を招いた。前3800年から前3300年にかけて、カフカス山脈北部のマイコープ文化（前3700年～前3000年）を経由して、ステップ文化とメソポタミアの間で交流が行われた。西方では、トリポリエの土器はスレドニー・ストクの土器に似始めてきており、このことはトリポリエ文化とステップ文化の同化のプロセスと、両文化の境界地帯の緩やかな崩壊を示している。
ポントス・カスピ海ステップでは、前3800年から前3300年にかけて、5つの金石併用時代の文化が識別され、印欧祖語の方言は地方言語として機能するようになったと思われる。
- ミハイロフカI文化（英語版）はドニエストル川とドニエプル川の間の黒海北岸に位置する[42]。ミハイロフカIの人々は、スヴォロヴォ＝ノヴォダニロフカの人々とあまり似ておらず、もっぱらトリポリエ文化の人々かドナウ川流域からやってきた人と通婚していた[43]。ミハイロフカ上位II層（前3300年～前3000年）はレーピン文化から陶器を輸入しており（下記参照）、前期ヤムナヤ共同体と考えられている[44]。ミハイロフカI文化は、前3300年ごろ以降に黒海の北西部のステップでウサトヴォ文化（英語版）に取って代わられた。クリミア半島のミハイロフカI文化はケミ＝オバ文化（英語版）に発展した[45]。
- ポスト・マリウポリ文化（英語版）（前期：前3800年～前3300年、後期：前3300年～前2800年[46]）はドニエプル急流域のドネツ川付近に位置し[42]、イナ・ポテヒナによると、人々はスヴォロヴォ＝ノヴォダニロフカの人々に最も似ているという[47]。
- 後期スレドニー・ストク文化（ドニエプル川～ドネツ川～ドン川[42]）
- レーピン文化（ドン川[42]）は、ヴォルガ川下流のステップに深く浸透していた[48]マイコープ＝ノヴォスヴォボドヤナ文化（ドン川下流）と接触することで発展した[49]。アンソニーは、レーピンは東部シベリアのアファナシェヴォ文化の誕生に大きな影響力を与えたと考えている[50]。
- 後期フヴァリンスク文化（ヴォルガ川流域[42]）

#### 第13章 四輪荷車に居住する人びと 【印欧祖語の話し手たち】

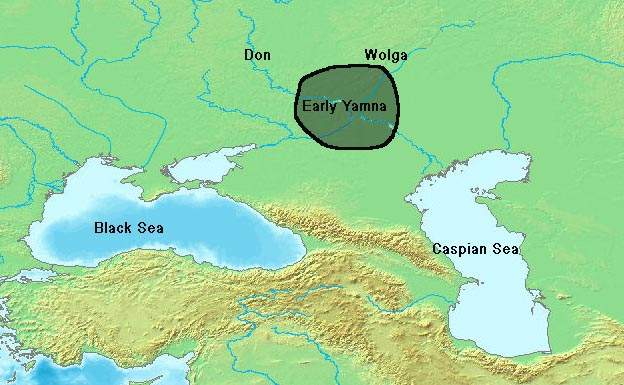
初期ヤムナヤ文化の分布

ヤムナヤ・ホライズン（前3300年～前2500年）はドン＝ヴォルガ地域を発祥とし、そこにはヴォルガ川中流のフヴァリンスク文化（前4700年～前3800年）やドン川を拠点とするレーピン文化（前3950年～前2500年）が先行し、これら2つの文化の後期の陶器は、ヤムナヤの陶器とほとんど区別がつかない。ステップ東端からかなり離れたアルタイ山脈西部のアファナシェヴォ文化はレーピン文化の分派である。
ヤムナヤ・ホライズンは前3500年から前3000年にかけての気候変動に適応した。ステップは乾燥化、冷涼化し、家畜は十分な餌を得るために頻繁に動き回らなければならなかった。それはワゴンの使用と乗馬によって可能となり、「移動を重ねる新しい牧畜形態」を生み出した。それと同時に、ステップ内の地域移動を規制する新しい社会的ルールと制度が形成され、新しい制度に参加しない「文化的他者」という新しい社会意識が生まれた。
前3400年から前3200年にかけて、早期ヤムナヤ・ホライズンはポントス・カスピ海ステップに急速に広がった。アンソニーによると、「ヤムナヤ・ホライズンの広がりは、ポントス・カスピ海ステップ一帯の後期印欧祖語の普及が物質的で現れた結果である」という。アンソニーはさらに「ヤムナヤ・ホライズンは、高度な移動生活に適応した社会が、考古学においても目に見える形で現れたものだ。すなわち、ステップを拠点にした移動式住居から大きな群れを管理する政治的インフラの発明である」と付け加えている。
ヤムナヤ・ホライズンは、ドン川とウラル山脈の間で長期の定住が見られなくなったことや、主要な河川の流域に挟まれたステップの奥地でクルガンの墳丘が短期間使用されたことに反映されている。
ヤムナヤ・ホライズンの東部(ヴォルガ川＝ウラル山脈＝北カフカース・ステップ)は農業志向の西部（南ブーフ川＝ドン川下流）とくらべてずっと移動力に富んでいた。東部は男性中心なのに対し、西部は女性を含む。東部の方がクルガンでの男性の埋葬数が多く、神も男性中心である。

#### 第14章 西方の印欧諸語

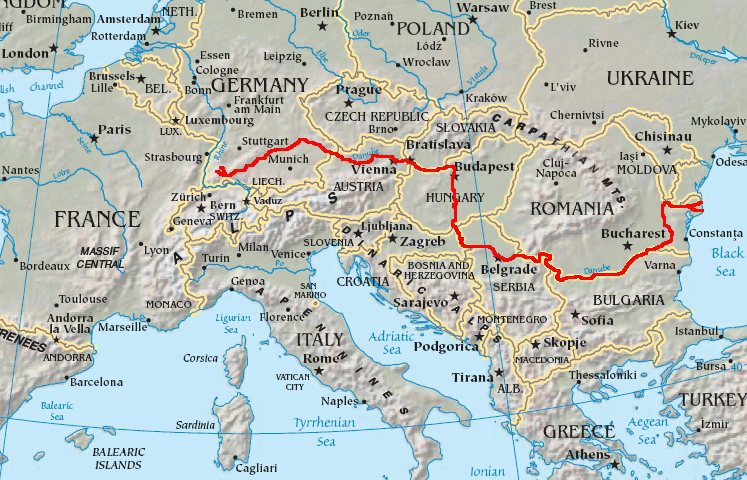
ドナウ川の経路（赤線）

アンソニーによると、イタリック語、ケルト語、ゲルマン語は、ドナウ川流域とドニエプル川＝ドニエプル川のあたりで印欧祖語から分岐したという。
ウサトヴォ文化は前3300年から3200年ごろに中央ヨーロッパ南東部のドニエストル川流域で発展した。この文化は、トリポリエ文化と関係があったが、同時代のヤムナヤ文化と重要な点で類似している。アンソニーによると、この文化は「前期ヤムナヤ・ホライズンと関係があり、トリポリエの農村に保護者・庇護者の関係を課すことができるステップの氏族」に由来するという。アンソニーによると、前ゲルマン語方言はドニエステル川（ウクライナ西部）とヴィスワ川（ポーランド）の間に分布する文化で前3000年から前2800年にかけて発達し、縄目文土器文化とともに広がっていったという。

縄目文土器ホライズンの推定範囲と隣接する前3千年紀の文化（バーデン文化と球状アンフォラ文化）

ヤムナヤ・ホライズンがポントス・カスピ海ステップに急速に広がった前3100から前2800/2600年の間に、ヤムナヤ文化からの印欧祖語の話者がドナウ川流域に進出し、ウサトヴォの領域を経由してハンガリー（そこでは3000ものクルガンが建造されている）まで到達した。ブダペシュトに分布する鐘状ビーカー文化の前2800年から前2600年の遺跡は、オーストリアとドイツ南部（おそらくそこでゲルマン祖語が発達した）へのヤムナヤ文化の拡散の中で建設された。前イタリック語はおそらくハンガリーで発達し、骨壺墓地文化とヴィラノヴァ文化を経由してイタリアへ広がった。アンソニーによれば、スラブ語とバルト語はドニエプル川中流域で、前2800年に発達して、そこから北へ広がっていった。
中央ヨーロッパの縄目文土器文化はインド・ヨーロッパ祖語の起源と銅器時代および青銅器時代における拡散に対して重要な役割を果たした。アンソニーによると、縄目文土器ホライズンは北ヨーロッパにゲルマン語派、バルト語派、スラヴ語派を持ち込んだという。

#### 第15章 北部ステップの二輪車の戦士
縄目文土器文化のステップ北部への東漸は、ウラル山脈東部（インド・イラン語派の故地とされる）のシンタシュタ文化を生じた。アンソニーはステップ地帯におけるヤムナヤ文化の後継者たち（後期ヤムナヤ、カタコンブ（2800-2200 BCE）、ポルタフカ（2700-2100 BCE））を無視し、中期ドニエプル中流文化（3200-2300 BCE）と森林地帯の縄目文土器文化（ファトヤノヴォ（3200-2300 BCE）、アバシェヴォ（2500-1900 BCE）、バラノヴォ（3200-2300 BCE）を広く扱っている。
前2500年ごろ以降、ユーラシア・ステップは冷涼で乾燥した気候の影響を受け、前2000年ごろにはひときわ乾燥した。ウラル山脈南東部のステップはヴォルガ・ステップ中央と比べてさらに乾燥化した。前2100年ごろ、ポルタフカとアバシェヴォの牧畜民は、家畜を養うのに必要な湿地帯に近いトボル川・ウラル川上流域に移住した。彼らは強化された砦を築き、ウラル山脈南部にシンタシュタ文化を形成した。バクトリア・マルギアナ複合を通じて彼らはウルのような中東の都市と関係を持ち、シンタシュタの開拓地は広範囲の銅生産を示し、中東市場に向けて銅を生産した。シンタシュタ文化は、長距離交易の発達とともに起こった戦争によって形成された。戦車はシンタシュタ文化における重要な兵器で、そこから中東へ広まった。
アンソニーは、「シンタシュタで行われた供犠の生贄は、『リグ・ヴェーダ』に描かれた葬送儀礼の供犠と驚くほど似通っていた」という。

#### 第16章 ユーラシア・ステップの開放
前2200年から前1800年までのステップ文化は Multi-cordoned ware文化（2200-1800 BCE）（ドニエプル川～ドン川～ヴォルガ川）、フィラトフカ文化、ポタポフカ文化である。森林地帯には後期ドニエプル中流文化と、後期アバシェヴォ文化があった。ウラル山脈東部にはシンタシュタ文化とペトロフカ文化があった。カスピ海東岸は非印欧語の後期ケルテミナル文化があった。
カタコンブナヤ、ポルタフカ、ポタポフカ文化はスルブナ文化に受け継がれ、シンタシュタ文化とペトロフカ文化はアンドロノヴォ文化に受け継がれた。